# Minas de Andorra

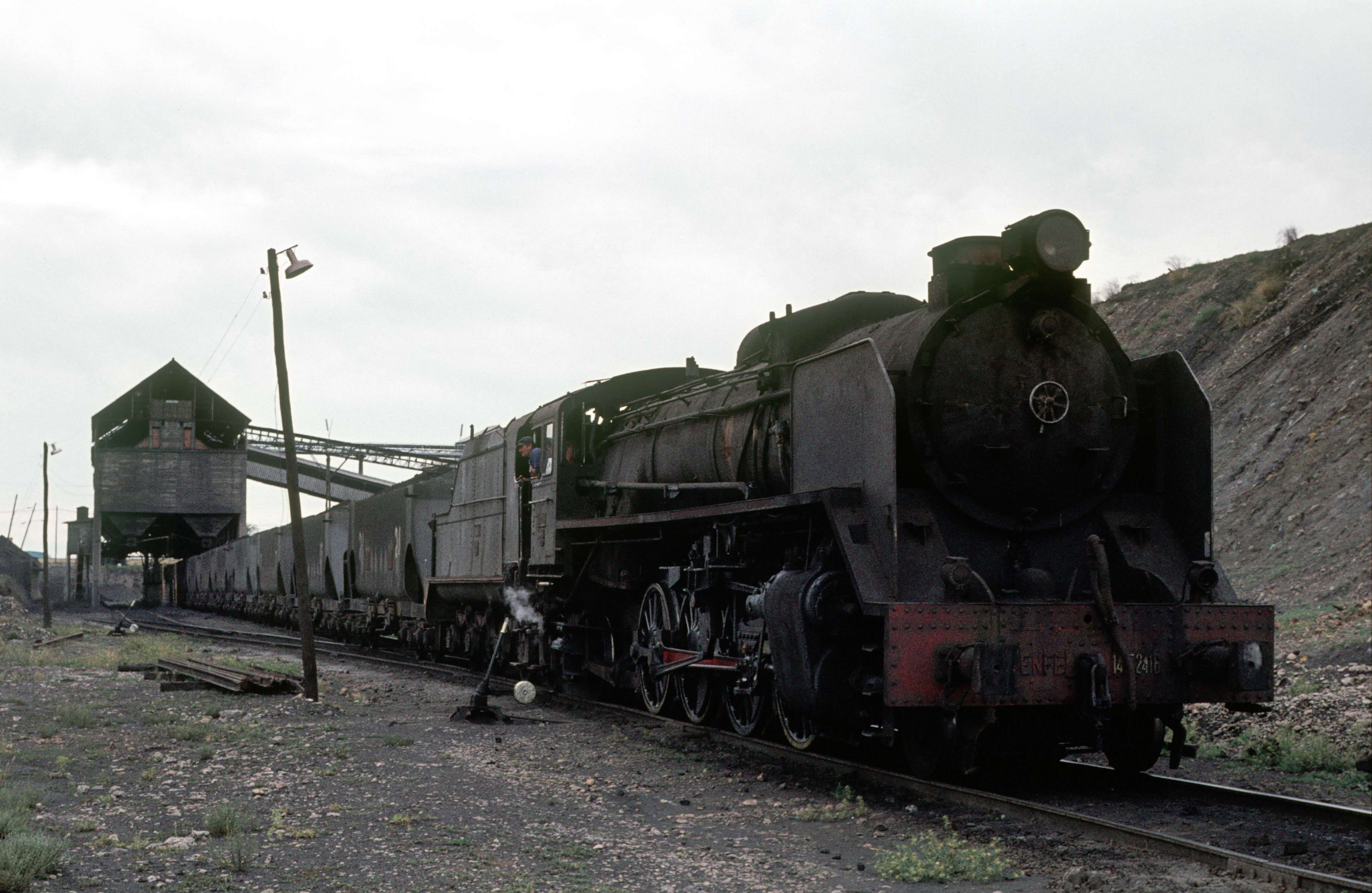
Un tren carbonero en el cargadero de la Mina Andorrana, en 1982.

La minas de Andorra hacen referencia a un conjunto de yacimientos mineros situados en el municipio español de Andorra, en la provincia de Teruel, comunidad autónoma de Aragón. Su masa mineral se compone principalmente de carbón. Explotadas ya desde el siglo XVII, las minas tuvieron sus años de mayor actividad durante la segunda mitad del siglo XX, si bien se encuentran inactivas en la actualidad.

## Historia
La actividad minera en la comarca de Andorra-Sierra de Arcos está documentada ya durante el siglo XVII, llegando a generalizarse para el siglo XVIII. No obstante, esta se limitó a pequeñas explotaciones dedicadas principalmente a la extracción de carbón piritoso, sin que mediaran grandes labores. Para 1862 se realizaron los primeros registros por escrito de las características carboníferas de la zona, que hasta entonces era escasamente conocida; el ingeniero de minas Agustín Martínez Alcíbar calculó las reservas de carbón en unas 1.600 toneladas.
Tras la Guerra Civil, en el contexto de graves carencias energéticas que siguió a la contienda, la Empresa Nacional Calvo Sotelo (ENCASO) se instaló en la comarca con el objetivo de explotar los yacimientos mineros. De ahí se empezó a extraer el carbón que serviría como combustible fósil para la central térmica de Escatrón, cuyas instalaciones se empezaron a construir a finales de la década de 1940. La empresa estatal también construyó un ferrocarril de ancho estándar, la línea Andorra-Escatrón, que debía servir para transportar el mineral. A partir de 1953 las infraestructuras estuvieron a pleno rendimiento, alcanzando su etapa de esplendor en esta época. Las principales explotaciones de la zona fueron la Mina Andorrana, el Pozo de San Juan, la Corta Barrabasa, etc.
El municipio de Andorra terminaría consolidándose como un importante centro minero del Bajo Aragón. En 1972 tanto las explotaciones mineras de la cuenca andorrana como la línea Andorra-Escatrón fueron traspasados a la empresa estatal ENDESA, que asumió la explotación. Esta procedió a construir una nueva central térmica situada dentro del término municipal de Andorra, cuyas primeras instalaciones entrarían en servicio en 1979. La nueva planta de energía se abasteció inicialmente de las minas de Andorra, a través de un ramal que enlazaba con el histórico ferrocarril. Sin embargo, a partir de 1984 el transporte local de carbón se empezó a realizar mediante camiones. A partir de esta época también se apostó progresivamente por las explotaciones a cielo abierto, en detrimento de la minería tradicional de galerías subterráneas. La mayor parte de los yacimientos mineros de la zona de Andorra se mantuvieron activos hasta su cierre bien entrado ya el siglo XXI.